# Ghatampur
Ghatampur (hindi: घाटमपुर) – miasto w północnych Indiach w stanie Uttar Pradesh, na Nizinie Hindustańskiej.
Populacja miasta w 2001 roku wynosiła 35 496 mieszkańców.